# Collegio di North Ayrshire and Arran
North Ayrshire and Arran è un collegio elettorale scozzese della Camera dei Comuni del Parlamento del Regno Unito. Elegge un membro del Parlamento con il sistema maggioritario a turno unico; rappresentante del collegio, dal 2024, è la laburista Irene Campbell.

## Estensione
Il collegio è interamente contenuto nell'Ayrshire Settentrionale; parte della stessa area di consiglio è coperta dal collegio di Central Ayrshire.
I confini di North Ayrshire and Arran si estendono fino a Skelmorlie nella parte settentrionale, Irvine nel sud, Beith a est e fino all'isola di Arran e Great Cumbrae a ovest.

## Descrizione

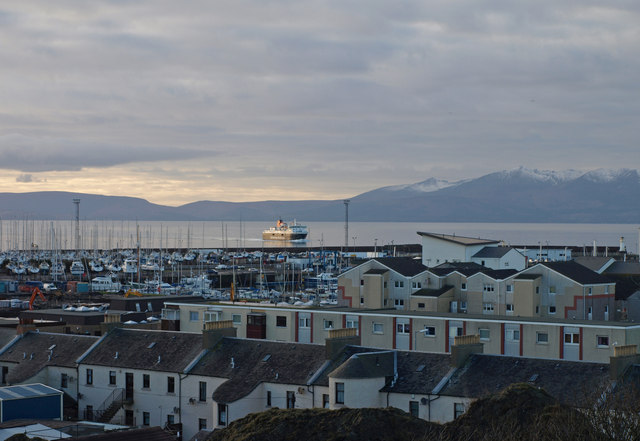
Vista di Ardrossan

Le città di Skelmorlie, Largs, Fairlie e West Kilbride nel nord del collegio sono aree ricche, mentre Ardrossan, Saltcoats, Irvine e Stevenston nel sud sono più industriali; sono tuttavia in corsi processi di riqualifica nel porto di Ardrossan, e negli ultimi anni si è registrato un forte aumento delle costruzioni. Nell'interno, il seggio include le città della Garnock valley towns di Dalry, Beith e Kilbirnie, un tempo centri della produzione di acciaio e tessile. Il turismo è la principale industria sull'isola di Arran e Great Cumbrae, e il mercato delle seconde case su quest'ultima sta iniziando a creare problemi ai locali per il mercato degli immobili. Il collegio comprende due centrali nucleari, Hunterston A (attualmente in smantellamento) e B, oltre a un parco eolico ad Ardrossan.

## Membri del parlamento
| Elezione | Elezione | Deputato        | Partito   |
| -------- | -------- | --------------- | --------- |
|          | 2005     | Katy Clark      | Laburista |
|          | 2015     | Patricia Gibson | SNP       |
|          | 2024     | Irene Campbell  | Laburista |

## Risultati elettorali

### Elezioni negli anni 2020
| Partito                    | Partito                                  | Candidato                  | Risultati 4 luglio 2024 | Risultati 4 luglio 2024 |
| Partito                    | Partito                                  | Candidato                  | Voti                    | %                       |
| -------------------------- | ---------------------------------------- | -------------------------- | ----------------------- | ----------------------- |
|                            | Laburista                                | Irene Campbell             | 16 821                  | 39,80                   |
|                            | SNP                                      | Patricia Gibson            | 13 270                  | 31,40                   |
|                            | Conservatore                             | Todd Ferguson              | 5 954                   | 14,09                   |
|                            | Reform UK                                | Michael Mann               | 3 415                   | 8,08                    |
|                            | Verde                                    | Cara McKee                 | 1 327                   | 3,14                    |
|                            | Lib Dem                                  | Gillian Cole-Hamilton      | 1 005                   | 2,38                    |
|                            | Social Democratico                       | Ian Gibson                 | 238                     | 0,56                    |
|                            | Laburista Socialista                     | James McDaid               | 232                     | 0,55                    |
|                            |                                          |                            |                         |                         |
| Iscritti                   | Iscritti                                 | Iscritti                   | 72 176                  | 100,00                  |
| ↳ Votanti (% su iscritti)  | ↳ Votanti (% su iscritti)                | ↳ Votanti (% su iscritti)  | 42 262                  | 58,55                   |
| ↳ Astenuti (% su iscritti) | ↳ Astenuti (% su iscritti)               | ↳ Astenuti (% su iscritti) | 29 914                  | 41,45                   |
|                            |                                          |                            |                         |                         |
|                            | Esito: collegio passa da SNP a Laburista |                            |                         |                         |

### Elezioni negli anni 2010
| Partito                    | Partito                          | Candidato                  | Risultati 12 dicembre 2019 | Risultati 12 dicembre 2019 |
| Partito                    | Partito                          | Candidato                  | Voti                       | %                          |
| -------------------------- | -------------------------------- | -------------------------- | -------------------------- | -------------------------- |
|                            | SNP                              | Patricia Gibson            | 23 376                     | 48,54                      |
|                            | Conservatore                     | David Rocks                | 14 855                     | 30,85                      |
|                            | Laburista                        | Cameron Gilmore            | 6 702                      | 13,92                      |
|                            | Lib Dem                          | Louise Young               | 2 107                      | 4,38                       |
|                            | Verdi                            | David Nairn                | 1 114                      | 2,31                       |
|                            |                                  |                            |                            |                            |
| Iscritti                   | Iscritti                         | Iscritti                   | 73 534                     | 100,00                     |
| ↳ Votanti (% su iscritti)  | ↳ Votanti (% su iscritti)        | ↳ Votanti (% su iscritti)  | 48 154                     | 65,49                      |
| ↳ Astenuti (% su iscritti) | ↳ Astenuti (% su iscritti)       | ↳ Astenuti (% su iscritti) | 25 380                     | 34,51                      |
|                            |                                  |                            |                            |                            |
|                            | Esito: collegio confermato a SNP |                            |                            |                            |

| Partito                    | Partito                          | Candidato                  | Risultati 8 giugno 2017 | Risultati 8 giugno 2017 |
| Partito                    | Partito                          | Candidato                  | Voti                    | %                       |
| -------------------------- | -------------------------------- | -------------------------- | ----------------------- | ----------------------- |
|                            | SNP                              | Patricia Gibson            | 18 451                  | 38,90                   |
|                            | Conservatore                     | David Rocks                | 14 818                  | 31,24                   |
|                            | Laburista                        | Christopher Rimicans       | 13 040                  | 27,49                   |
|                            | Lib Dem                          | Mark Dickson               | 1 124                   | 2,37                    |
|                            |                                  |                            |                         |                         |
| Iscritti                   | Iscritti                         | Iscritti                   | 73 199                  | 100,00                  |
| ↳ Votanti (% su iscritti)  | ↳ Votanti (% su iscritti)        | ↳ Votanti (% su iscritti)  | 47 433                  | 64,80                   |
| ↳ Astenuti (% su iscritti) | ↳ Astenuti (% su iscritti)       | ↳ Astenuti (% su iscritti) | 25 766                  | 35,20                   |
|                            |                                  |                            |                         |                         |
|                            | Esito: collegio confermato a SNP |                            |                         |                         |

| Partito                    | Partito                                  | Candidato                  | Risultati 7 maggio 2015 | Risultati 7 maggio 2015 |
| Partito                    | Partito                                  | Candidato                  | Voti                    | %                       |
| -------------------------- | ---------------------------------------- | -------------------------- | ----------------------- | ----------------------- |
|                            | SNP                                      | Patricia Gibson            | 28 641                  | 53,17                   |
|                            | Laburista                                | Katy Clark                 | 15 068                  | 27,97                   |
|                            | Conservatore                             | Jamie Greene               | 7 968                   | 14,79                   |
|                            | UKIP                                     | Sharon McGonigal           | 1 296                   | 2,41                    |
|                            | Lib Dem                                  | Ruby Kirkwood              | 896                     | 1,66                    |
|                            |                                          |                            |                         |                         |
| Iscritti                   | Iscritti                                 | Iscritti                   | 78 578                  | 100,00                  |
| ↳ Votanti (% su iscritti)  | ↳ Votanti (% su iscritti)                | ↳ Votanti (% su iscritti)  | 55 869                  | 71,10                   |
| ↳ Astenuti (% su iscritti) | ↳ Astenuti (% su iscritti)               | ↳ Astenuti (% su iscritti) | 22 709                  | 28,90                   |
|                            |                                          |                            |                         |                         |
|                            | Esito: collegio passa da Laburista a SNP |                            |                         |                         |

| Partito                    | Partito                                | Candidato                  | Risultati 6 maggio 2010 | Risultati 6 maggio 2010 |
| Partito                    | Partito                                | Candidato                  | Voti                    | %                       |
| -------------------------- | -------------------------------------- | -------------------------- | ----------------------- | ----------------------- |
|                            | Laburista                              | Katy Clark                 | 21 860                  | 47,40                   |
|                            | SNP                                    | Patricia Gibson            | 11 965                  | 25,95                   |
|                            | Conservatore                           | Philip Lardner             | 7 212                   | 15,64                   |
|                            | Lib Dem                                | Gillian Cole-Hamilton      | 4 630                   | 10,04                   |
|                            | Laburista Socialista                   | Louise McDaid              | 449                     | 0,97                    |
|                            |                                        |                            |                         |                         |
| Iscritti                   | Iscritti                               | Iscritti                   | 74 985                  | 100,00                  |
| ↳ Votanti (% su iscritti)  | ↳ Votanti (% su iscritti)              | ↳ Votanti (% su iscritti)  | 46 116                  | 61,50                   |
| ↳ Astenuti (% su iscritti) | ↳ Astenuti (% su iscritti)             | ↳ Astenuti (% su iscritti) | 28 869                  | 38,50                   |
|                            |                                        |                            |                         |                         |
|                            | Esito: collegio confermato a Laburista |                            |                         |                         |

### Elezioni negli anni 2000
| Partito                    | Partito                                      | Candidato                  | Risultati 5 maggio 2005 | Risultati 5 maggio 2005 |
| Partito                    | Partito                                      | Candidato                  | Voti                    | %                       |
| -------------------------- | -------------------------------------------- | -------------------------- | ----------------------- | ----------------------- |
|                            | Laburista                                    | Katy Clark                 | 19 417                  | 43,92                   |
|                            | Conservatore                                 | Stewart Connell            | 8 121                   | 18,37                   |
|                            | SNP                                          | Tony Gurney                | 7 938                   | 17,96                   |
|                            | Lib Dem                                      | George White               | 7 264                   | 16,43                   |
|                            | Socialista                                   | Colin Turbett              | 780                     | 1,76                    |
|                            | UKIP                                         | John Pursley               | 382                     | 0,86                    |
|                            | Laburista Socialista                         | Louise McDaid              | 303                     | 0,69                    |
|                            |                                              |                            |                         |                         |
| Iscritti                   | Iscritti                                     | Iscritti                   | 73 798                  | 100,00                  |
| ↳ Votanti (% su iscritti)  | ↳ Votanti (% su iscritti)                    | ↳ Votanti (% su iscritti)  | 44 205                  | 59,90                   |
| ↳ Astenuti (% su iscritti) | ↳ Astenuti (% su iscritti)                   | ↳ Astenuti (% su iscritti) | 29 593                  | 40,10                   |
|                            |                                              |                            |                         |                         |
|                            | Esito: collegio a Laburista (nuovo collegio) |                            |                         |                         |

## Risultati dei referendum

### Referendum sulla permanenza del Regno Unito nell'Unione europea del 2016
|        | Collegio                 | Lasciare UE % | Rimanere in UE % |
| ------ | ------------------------ | ------------- | ---------------- |
|        | North Ayrshire and Arran | 42,2%         | 57,8%            |
| Scozia | 38,0%                    | 62,0%         |                  |
|        | Regno Unito              | 51,9%         | 48,1%            |